# Овсяница баргузинская
Овсяница баргузинская (лат.  Festuca bargusinensis)  — вид травянистых растений рода Овсяница (Festuca) семейства Злаки (Poaceae).

## Ботаническое описание
Многолетнее травянистое растение, образующее плотную дерновину. Побеги у основания без чешуевидных листьев. Листовые пластинки диаметром 0,3—0,6 мм, вдвое вдоль сложенные, снаружи шероховатые, внутри с тремя рёбрами, покрыты редко расположенными трихомами 0,02—0,05 мм длиной; склеренхимные тяжи расположены по краям пластинок и напротив проводящих пучков под нижним эпидермисом. Лигулы стеблевых листьев длиной 0,2—0,5 мм.
Соцветие  — рыхлая раскидистая метёлка. Колоски длиной до 7 мм, фиолетовые, содержат два — три цветка. Колосковые чешуи перепончатые, шероховатые. Нижние цветковые чешуи по спинке равномерно покрыты шипиками, с пятью жилками. Пыльники длиной 1,8—2,3 мм длиной. Завязь с немногочисленными волосками на верхушке.
Плод  — бороздчатая зерновка.

## Экология и распространение
Обитает на щебнистых полузадернованных склонах гольцового пояса.
Ареал: эндемик Бурятии. Известна всего одна малочисленная популяция растения на Баргузинском хребте (верховье реки Шегнанда).

## Охранный статус
Занесена в Красную книгу России и в региональную Красную книгу Бурятии. Исчезает в связи с изменением геоморфологических и климатических условий.